# NGC 1607
NGC 1607 è una galassia lenticolare situata nella costellazione dell'Eridano, a una distanza di circa 197 milioni di anni luce dalla nostra Via Lattea.

## Scoperta
La galassia è stata scoperta il 14 dicembre 1881 dall'astronomo francese Édouard Stephan.

## Descrizione
NGC 1607 presenta una larga riga a 21 cm dell'idrogeno neutro.